# Kasachische Eishockeymeisterschaft 1999/2000
Die Saison 1999/2000 war die achte Spielzeit der kasachischen Eishockeyprofiliga. Es nahmen neun Vereine am Wettbewerb teil. Den Titel des Kasachischen Meisters sicherte sich zum insgesamt siebten Mal Torpedo Ust-Kamenogorsk.
Der Serienmeister der Jahre 1993 bis 1998 kehrte nach einjähriger Abwesenheit in die Kasachische Meisterschaft zurück, die mit den insgesamt neun Mannschaften einen neuen Teilnehmerrekord verzeichnen konnte.

## Modus
In der Vorrunde sollten die Teilnehmer eine Dreifachrunde spielen, so dass jede Mannschaft auf die Anzahl von 21 Spielen gekommen wäre. Da Awtomobilist Karaganda, Amid Rudny und Junost Karaganda den Spielbetrieb nicht aufrechterhalten konnten, brachten es die Mannschaften, die die Vorrunde beendeten, auf 17 Partien. Die drei Mannschaften mit den meisten Punkten qualifizierten sich für die Finalrunde.
Die Finalrunde wurde mit vier Mannschaften ausgespielt, da Torpedo Ust-Kamenogorsk automatisch gesetzt war. Dort wurde eine Einfachrunde gespielt, so dass jede Mannschaft auf die Anzahl von drei Spielen kam. Die Mannschaft mit den meisten Punkten sicherte sich am Ende die Meisterschaft.
Für einen Sieg in der regulären Spielzeit von 60 Minuten erhielt eine Mannschaft zwei Punkte, der unterlegene Gegner ging leer aus. Bei einem Unentschieden erhielt jede Mannschaft einen Punkt.

## Meisterschaftsverlauf
Abermals teilte sich die Meisterschaftsaustragung in eine Vor- und Finalrunde auf. In den Jahren zuvor war die Meisterschaft stets in einer Gruppenphase entschieden worden. Nachdem die Finalrunde im letzten Jahr in Form von Finalspielen ausgetragen wurde, passierte dies in diesem Jahr wieder in einer Gruppenphase.
Torpedo Ust-Kamenogorsk spielte im Saisonverlauf – sowohl mit der ersten als auch zweiten Mannschaft – parallel in der drittklassigen russischen Perwaja Liga. Darüber hinaus nahm Torpedo Ust-Kamenogorsk am IIHF Continental Cup im Jahr 1999 teil.

### Vorrunde
Nach Ablauf der eigentlich 21 Runden schafften der Titelverteidiger HK ZSKA-ISPAT Temirtau, Barys Astana und Jenbek Almaty den Sprung in die Finalrunde. Während sich Temirtau souverän qualifizierte, hatte Astana drei Punkte Vorsprung auf den Viertplatzierten Awangard Petropawlowsk. Jenbek Almaty setzte sich gegen Petropawlowsk nur aufgrund des besseren Torverhältnisses durch.
Von den weiteren vier, nicht qualifizierten Mannschaften brachte lediglich Magnitka Temirtau die Spielzeit zu Ende. Awtomobilist Karaganda und Amid Rudny kamen auf zwölf gespielte Runden. Der letztplatzierte und sieglose Junost Karaganda auf deren sieben.
Abkürzungen: Sp = Spiele, S = Siege, U = Unentschieden, N = Niederlagen, Pkt = Punkte

Erläuterungen:       = Finalrunden-Qualifikation
|                        | Sp | S  | U | N  | Tore    | Pkt   |
| ---------------------- | -- | -- | - | -- | ------- | ----- |
| HK ZSKA-ISPAT Temirtau | 17 | 16 | 0 | 1  | 191:071 | 32:02 |
| Barys Astana           | 17 | 11 | 0 | 6  | 160:107 | 22:12 |
| Jenbek Almaty          | 17 | 9  | 1 | 7  | 136:110 | 19:15 |
| Awangard Petropawlowsk | 17 | 9  | 1 | 7  | 113:113 | 19:15 |
| Awtomobilist Karaganda | 12 | 5  | 0 | 7  | 069:080 | 10:14 |
| Amid Rudny             | 12 | 5  | 0 | 7  | 074:087 | 10:14 |
| Magnitka Temirtau      | 17 | 2  | 0 | 15 | 071:191 | 04:30 |
| Junost Karaganda       | 7  | 0  | 0 | 7  | 014:069 | 00:14 |

### Finalrunde
In der Finalrunde konnte Torpedo Ust-Kamenogorsk seine Vormachtstellung im kasachischen Eishockey eindrucksvoll untermauern. Ohne Punktverlust errang die Mannschaft den siebten Meistertitel in acht Jahren. Der neu gegründete Barys Astana sicherte sich überraschend den Titel des Vizemeisters vor dem Titelverteidiger HK ZSKA-ISPAT Temirtau.
Abkürzungen: Sp = Spiele, S = Siege, U = Unentschieden, N = Niederlagen, Pkt = Punkte
|                         | Sp | S | U | N | Tore  | Pkt |
| ----------------------- | -- | - | - | - | ----- | --- |
| Torpedo Ust-Kamenogorsk | 3  | 3 | 0 | 0 | 23:07 | 6:0 |
| Barys Astana            | 3  | 2 | 0 | 1 | 13:18 | 4:2 |
| HK ZSKA-ISPAT Temirtau  | 3  | 1 | 0 | 2 | 07:10 | 2:4 |
| Jenbek Almaty           | 3  | 0 | 0 | 3 | 08:16 | 0:6 |

## Auszeichnungen
| Auszeichnung                             | Spieler              | Team                    |
| ---------------------------------------- | -------------------- | ----------------------- |
| Wertvollster Spieler (Journalisten-Wahl) | Fjodor Polischtschuk | Torpedo Ust-Kamenogorsk |
| Bester Torhüter                          | Sergei Tambulow      | HK ZSKA-ISPAT Temirtau  |
| Bester Verteidiger                       | Oleg Boljakin        | Barys Astana            |
| Bester Stürmer                           | Jerlan Saghymbajew   | Torpedo Ust-Kamenogorsk |
| Topscorer                                | Maxim Komissarow     | Torpedo Ust-Kamenogorsk |